# یاکوبوو (شهرستان پولکوویتسه)
یاکوبوو (به لاتین: Jakubów) یک روستا در لهستان است که در گمینا رادوانگتسه واقع شده‌است. یاکوبوو ۱۶۷ نفر جمعیت دارد.